# Stachys cretica
Stachys cretica är en kransblommig växtart som beskrevs av Carl von Linné. Stachys cretica ingår i släktet syskor, och familjen kransblommiga växter. Inga underarter finns listade i Catalogue of Life.